# Isla del Conde
Isla del Conde är en ort i Mexiko.   Den ligger i kommunen San Blas och delstaten Nayarit, i den centrala delen av landet, 700 km väster om huvudstaden Mexico City. Isla del Conde ligger 8 meter över havet och antalet invånare är 432.
Terrängen runt Isla del Conde är mycket platt. Runt Isla del Conde är det ganska glesbefolkat, med 48 invånare per kvadratkilometer. Närmaste större samhälle är Villa Hidalgo, 16,1 km nordost om Isla del Conde. Trakten runt Isla del Conde består till största delen av jordbruksmark.